# 하루노 스미레
하루노 스미레(春野寿美礼 , 본명:오사다 마사코(長田 雅子) , 1972년 12월 15일 ~ )는 일본의 배우이다. 도쿄도 고마에시 출신이며 다카라즈카 가극단 전 《하나구미》의 남자 주연 역할을 맡았다.
77기생으로 동기로는 전 《유키구미》의 남자 주연 역할을 맡았던 아사미 히카루, 《호시구미》의 남자 주연 역할을 맡았던 아란 케이, 전 《유키구미》인 《소라구미》의 여자 주연 역할을 맡았던 하나후사 마리가 있다. 고쿠혼 여고를 졸업했으며, 애칭은 오사, 마사짱이다.

## 약력
- 1991년 다카라즈카 가극단에 입단, 《츠키구미》 공연 〈베르사이유의 장미〉 로 첫 무대. 같은 해 《하나구미》에 배속된다.
- 1994년 도쿄 공연 〈블랙잭 위험한 내기〉 신인 공연으로 주연에 준하는 역할에 발탁된다.
- 1996년 〈How to Succeed〉신인 공연으로 제 2부에서 첫 주연을 맡는다.
- 1997년 〈잃어버린 낙원〉과 〈자츠 리뷰〉로 신인 공연 주연을 맡는다.
- 1999년 〈겨울 이야기〉로 바우홀 첫 주연을 맡는다.
- 2002년 〈호박색의 비에 젖어 / Cocktail〉의 도쿄 공연에서는 인기 톱스타 하쿠미 히비키가 휴연을 해서, 대역으로 주연을 맡았다.
- 2002년 8월 하쿠미 히비키의 탈퇴에 따라 하카타자 극장 공연 〈검붉은 자주빛의 꽃 / Cocktail〉(덴지 천황 역)에서부터 하나구미 남자 주연 역할의 배우로 취임한다. 타카라즈카 대극장에서의 피로연은 〈엘리자베스〉(토트 역)을 맡았다.
- 상대 역할은 〈엘리자베스〉까지 오오토리 레이였으며, 〈불멸의 가시나무〉부터 〈낙양의 팔레르모 / Asian Winds!〉까지는 후즈키 미요가 〈Appartement Cinma〉부터는 사쿠라노 아야네가 맡았다.
- 2007년 세계 육상 선수권 개회식에서 기미가요를 불렀다.
- 2007년 12월 〈아듀 마르세유 / 러브 교향곡〉의 도쿄 공연 흥행의 마지막 날을 갖고 탈퇴한다.